# 本洗馬歴史の里資料館
本洗馬歴史の里資料館（もとせばれきしのさとしりょうかん）は、長野県塩尻市にある歴史資料館。1999年6月30日開館。

## 釜井庵
戦国時代に武田氏によって滅亡した三村長親の居館跡であり、元和2年（1616年）に小笠原貞慶によって「善寿院」と命名され、高野山金剛峰寺に属する紀州徳善寺に配札所として寄進された。洗馬一帯が高遠藩領となると、地名をとって「釜井庵」と改名された。
天明3年（1783年）5月から翌4年（1784年）6月まで菅江真澄が滞在し、地元の医師・可児永通（熊谷岱蔵祖先）の客となり、地元の多くの文人と詩歌の唱和を通じて風交を結び、「委寧乃中路」「庵の春秋」「來目路乃橋」などの草稿を書き残した。現在は長野県史跡に指定されている。

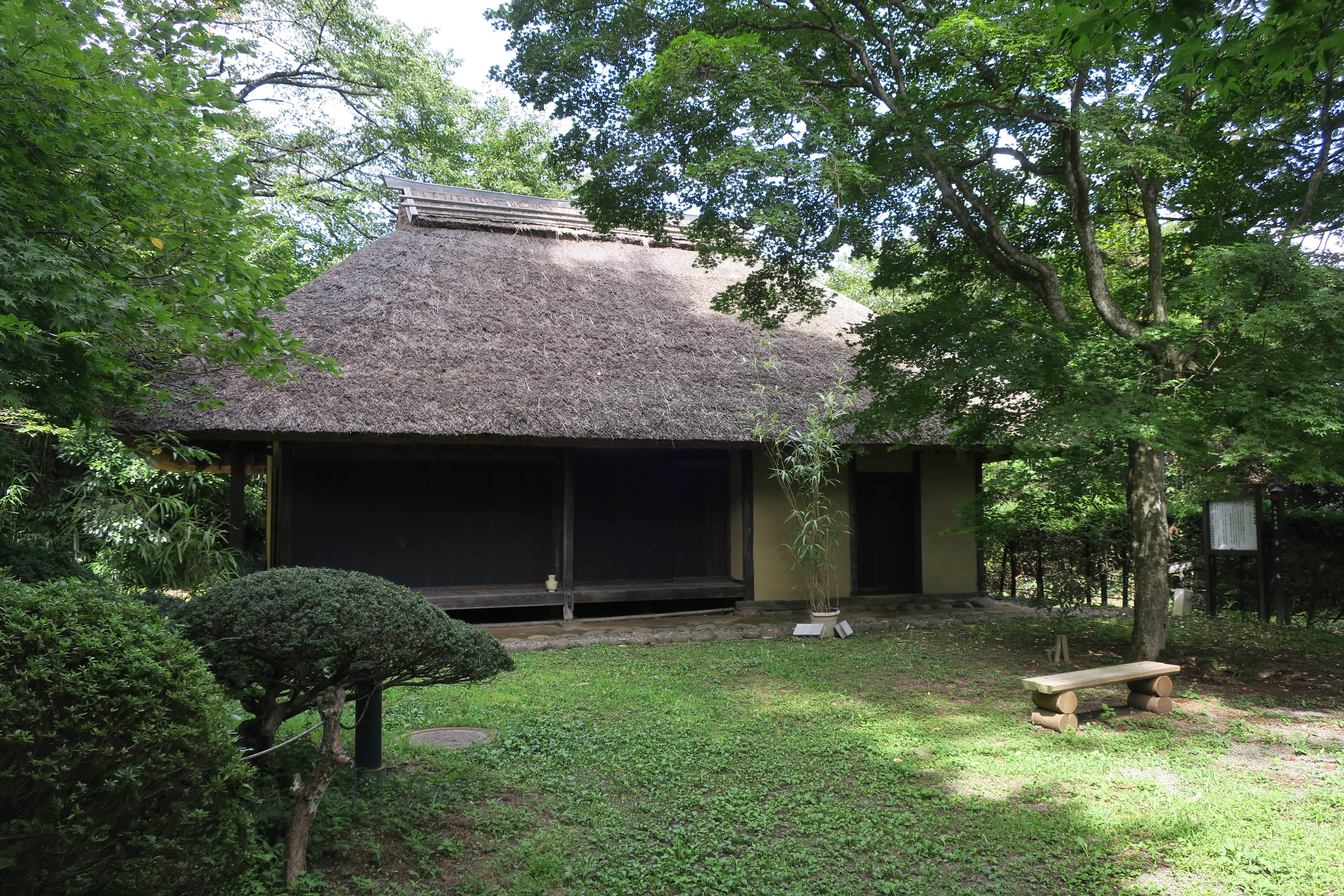
釜井庵
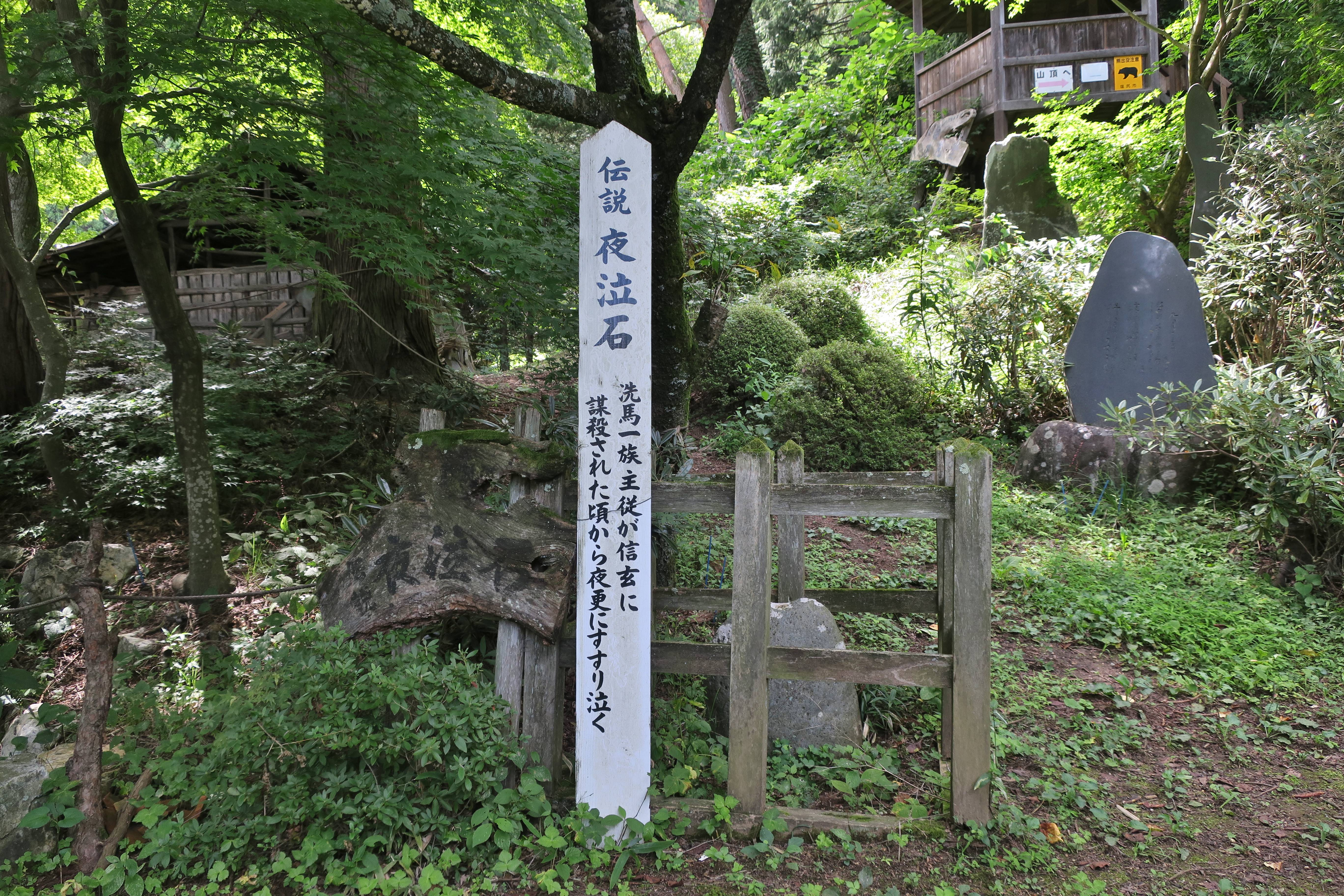
夜泣石
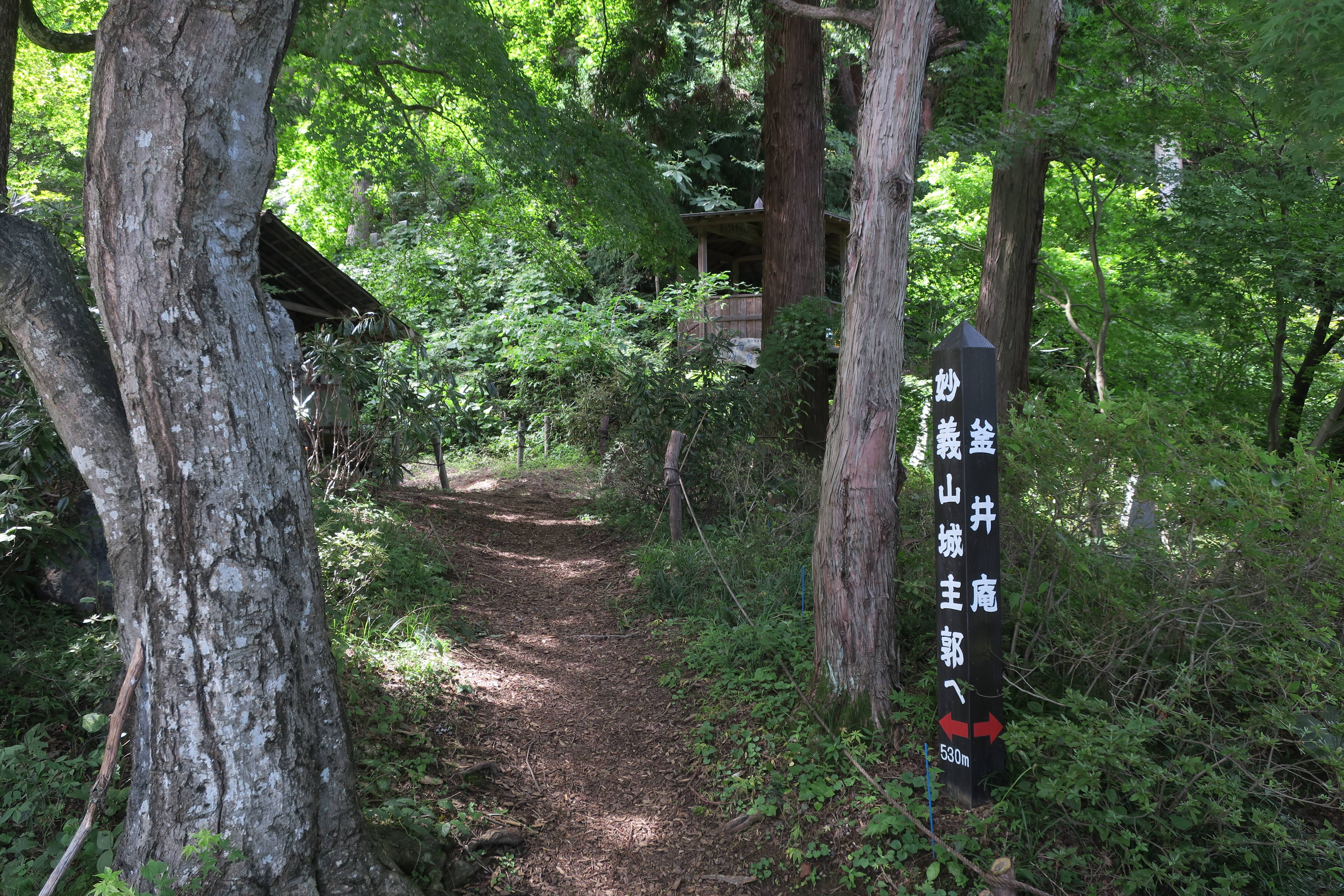
妙義山城入口

## 利用情報
- 開館時間:午前10時から午後5時
- 開館日:毎週金曜日・土曜日・日曜日および祝日（12月29日から翌年の1月3日までは休館）

## 所在地
〒399-6462　長野県塩尻市大字洗馬2323番地1

## アクセス
- JR東日本塩尻駅から車で10分
- 長野自動車道塩尻ICから車15分